# Березовий Майдан
Бере́зовий Майда́н (рос. Берёзовый Майдан, чув. Хурăн Майданĕ) — село у складі Алатирського району Чувашії, Росія. Входить до складу Кувакінське сільського поселення.
Населення — 147 осіб (2010; 204 у 2002).
Національний склад:
- росіяни — 93 %